# Cantó de Rebais
El cantó de Rebais és un antic cantó francès del departament del Sena i Marne, que estava situat al districte de Provins. Comptava amb 18 municipis i el cap era Rebais.
Al 2015 va desaparèixer i el seu territori va passar a formar part del cantó de Coulommiers.

## Municipis
- Bellot
- Boitron
- Chauffry
- Doue
- Hondevilliers
- Montdauphin
- Montenils
- Orly-sur-Morin
- Rebais
- Sablonnières
- Saint-Cyr-sur-Morin
- Saint-Denis-lès-Rebais
- Saint-Germain-sous-Doue
- Saint-Léger
- Saint-Ouen-sur-Morin
- La Trétoire
- Verdelot
- Villeneuve-sur-Bellot

## Història
| Data d'elecció                           | Identitat         | Partit                                  | Qualitat |
| ---------------------------------------- | ----------------- | --------------------------------------- | -------- |
| 1945-1949                                | M. Mortier        | radical                                 |          |
| 1949-1973                                | Daniel Simon      | radical                                 |          |
| 1973-2004                                | Jacques Larché    | Divers droite, després UDF, després UMP |          |
| 2004-                                    | Anne Chain-Larché | UMP                                     |          |
| les dades anteriors no són pas conegudes |                   |                                         |          |
|                                          |                   |                                         |          |